# At the End of Paths Taken
At the End of Paths Taken è un album in studio del gruppo musicale canadese Cowboy Junkies, pubblicato nel 2007.

## Tracce
Testi e musiche di Michael Timmins, eccetto dove indicato.
1. Brand New World – 5:31
2. Still Lost – 4:45
3. Cutting Board Blues – 4:05
4. Spiral Down – 3:33
5. My Little Basquiat – 3:51 (Michael Timmins, Alan Anton)
6. Someday Soon – 3:17
7. Follower 2 – 6:18
8. It Really Doesn't Matter Anyway – 4:42 (Michael Timmins, Alan Anton)
9. Blue Eyed Saviour – 2:37
10. Mountain (Narration by John A. Timmins) – 7:07 (Michael Timmins, Alan Anton)
11. My Only Guarantee – 3:29

## Formazione
- Margo Timmins – voce
- Michael Timmins – chitarra, cori
- Alan Anton – basso, percussioni, tastiera
- Peter Timmins – batteria, percussioni